# Curzio Maltese
Pour les articles homonymes, voir Maltese.
Curzio Maltese (né le 30 mars 1959 à Milan et mort le 26 février 2023 dans la même ville) est un journaliste, écrivain et un homme politique italien, membre du parti L'autre Europe avec Tsipras, pour lequel il est élu député européen le 25 mai 2014.

## Biographie
Curzio Maltese est éditorialiste à La Repubblica, où il est aussi critique de cinéma et de télévision.